# Tervaslammi
Tervaslammi är en sjö i kommunen Itis i landskapet Kymmenedalen i Finland. Arean är 39 hektar och strandlinjen är 2,54 kilometer lång. Sjön  ingår i Kymmene älvs huvudavrinningsområde.   Den ligger omkring 67 kilometer nordväst om Kotka och omkring 110 kilometer nordöst om Helsingfors. 
Tervaslammi ligger sydöst om Vähä Valkjärvi. 